# بوتير بالمر
بوتير بالمر (بالإنجليزية: Potter Palmer)‏ هو شخصية أعمال أمريكي، ولد في 20 مايو 1826 في نيويورك في الولايات المتحدة، وتوفي في 4 مايو 1902 في شيكاغو في الولايات المتحدة بسبب قصور القلب.

## وصلات خارجية
- بوتير بالمر على موقع الموسوعة البريطانية (الإنجليزية)